# 스케줄원
스케줄원(1979년 4월 21일 ~)은 대한민국의 DJ다. 2005년 스핏파이어 1집 앨범 [Ignition : 點火]로 정식 데뷔했다.

## 방송
- HEADLINER (2015) - Top3(3위)

## 수상
- 대한민국마케팅대상 내일의 스타 (2016)
- 한류힙합문화대상 DJ부문 최우수상 (2015)

## CF
- MTV KOREA